# Campionati europei di ciclismo su strada 2017
I Campionati europei di ciclismo su strada 2017 si svolsero a Herning, in Danimarca, dal 2 al 6 agosto. Questa edizione è stata la seconda aperta anche alla categoria Élite uomini e donne.

## Eventi

### Cronometro individuali
Mercoledì 2 agosto
- 10:30 Donne Junior, 18,2 km
- 12:45 Uomini Junior, 31,5 km
- 15:15 Donne Under-23, 31,5 km

Giovedì 3 agosto
- 9:30 Donne Elite, 31,5 km
- 12:15 Uomini Under-23, 31,5 km
- 15:00 Uomini Elite, 46 km

### Corse in linea
Venerdì 4 agosto
- 09:00 Donne Junior, 60,3 km
- 12:00 Donne Under-23, 100,5 km
- 16:00 Uomini Junior, 120,6 km

Sabato 5 agosto
- 09:00 Uomini Under-23, 160,8 km
- 14:00 Donne Elite, 120,6 km

Domenica 6 agosto
- 11:00 Uomini Elite,  241,2 km

## Medagliere
| Pos.   | Nazione       | Oro | Argento | Bronzo | Totale |
| ------ | ------------- | --- | ------- | ------ | ------ |
| 1      | Danimarca     | 4   | 4       | 1      | 9      |
| 2      | Paesi Bassi   | 3   | 0       | 2      | 5      |
| 3      | Italia        | 2   | 3       | 1      | 6      |
| 4      | Norvegia      | 2   | 2       | 0      | 4      |
| 5      | Belgio        | 1   | 1       | 1      | 3      |
| 6      | Francia       | 0   | 1       | 1      | 2      |
| 7      | Polonia       | 0   | 1       | 0      | 1      |
| 8      | Germania      | 0   | 0       | 2      | 2      |
| 9      | Irlanda       | 0   | 0       | 1      | 1      |
| 9      | Gran Bretagna | 0   | 0       | 1      | 1      |
| 9      | Svizzera      | 0   | 0       | 1      | 1      |
| 9      | Russia        | 0   | 0       | 1      | 1      |
| Totale | Totale        | 12  | 12      | 12     | 36     |

## Sommario degli eventi
| Eventi                 | Oro                          | Tempo                      | Argento                            | Tempo | Bronzo                             | Tempo   |
| Uomini Elite           |                              |                            |                                    |       |                                    |         |
| Gara in linea dettagli | Alexander Kristoff Norvegia  | 5h41'10" Media 42,419 km/h | Elia Viviani Italia                | s.t.  | Moreno Hofland Paesi Bassi         | s.t.    |
| Cronometro dettagli    | Victor Campenaerts Belgio    | 53'12" Media 51,880 km/h   | Maciej Bodnar Polonia              | a 2"  | Ryan Mullen Irlanda                | a 4"    |
| Donne Elite            |                              |                            |                                    |       |                                    |         |
| Gara in linea dettagli | Marianne Vos Paesi Bassi     | 2h51'13" Media 42,262 km/h | Giorgia Bronzini Italia            | s.t.  | Olga Zabelinskaya Russia           | a 2"    |
| Cronometro dettagli    | Ellen van Dijk Paesi Bassi   | 40'33" Media 46,609 km/h   | Ann-Sophie Duyck Belgio            | a 58" | Anna van der Breggen Paesi Bassi   | a 1'04" |
| Uomini Under-23        |                              |                            |                                    |       |                                    |         |
| Gara in linea dettagli | Casper Pedersen Danimarca    | 3h31'04" Media 45,711 km/h | Benoit Cosnefroy Francia           | a 2"  | Marc Hirschi Svizzera              | s.t.    |
| Cronometro dettagli    | Kasper Asgreen Danimarca     | 37'33" Media 50,333 km/h   | Mikkel Bjerg Danimarca             | a 1"  | Corentin Ermenault Francia         | a 22"   |
| Donne Under-23         |                              |                            |                                    |       |                                    |         |
| Gara in linea dettagli | Pernille Mathiesen Danimarca | 2h32'50" Media 39,455 km/h | Susanne Andersen Norvegia          | a 6"  | Alice Barnes Gran Bretagna         | s.t.    |
| Cronometro dettagli    | Pernille Mathiesen Danimarca | 41'29" Media 45,560 km/h   | Cecilie Uttrup Ludwig Danimarca    | a 4"  | Lisa Klein Germania                | a 11"   |
| Uomini Junior          |                              |                            |                                    |       |                                    |         |
| Gara in linea dettagli | Michele Gazzoli Italia       | 2h41'22" Media 44,8 km/h   | Søren Wærenskjold Norvegia         | s.t.  | Niklas Märkl Germania              | s.t.    |
| Cronometro dettagli    | Andreas Leknessund Norvegia  | 39'16" Media 48,132 km/h   | Julius Johansen Danimarca          | a 14" | Sébastien Grignard Belgio          | a 19"   |
| Donne Junior           |                              |                            |                                    |       |                                    |         |
| Gara in linea dettagli | Lorena Wiebes Paesi Bassi    | 1h32'21" Media 39,177 km/h | Emma Norsgaard Jørgensen Danimarca | s.t.  | Letizia Paternoster Italia         | s.t.    |
| Cronometro dettagli    | Elena Pirrone Italia         | 25'18" Media 43,162 km/h   | Letizia Paternoster Italia         | a 8"  | Emma Norsgaard Jørgensen Danimarca | a 11"   |